# 20 Años De Movida (álbum de 1999)
20 Años De Movida es un álbum recopilatorio de varios artistas perteneciente a la compañía discográfica EMI editado en 1999, cuyo formato lo reúnen dos CD, el primer CD está compuesto por 16 canciones, y el segundo CD está compuesto por 15 canciones, y cada una de las 31 canciones reunidas es de 31 diferentes artistas del panorama de la llamada movida madrileña, se trata de un CD completamente similar a su homónimo CD 20 Años De Movida, editado en el año 2003, y al CD La Movida de los 80, editado en el año 2004.

## Prólogo
En el libreto trasero del álbum se visualiza el texto del prólogo :

MOVIDA, bonita y extraña palabra a la vez. Bonita porque significó un cambio radical en la industria musical española, y entraña porque casi todos los que participaron musicalmente en ella, pasado el tiempo han renegado de su participación en la misma. El origen de la palabra no está claro, hay quien dice que fue Gonzalo Garrido, responsable del programa Dominó, de Radio España FM Onda2 quien decía Vamos a tal sitio, que hay movida. (La Edad de Oro del Pop Español, LUCA Editorial 1992, el que la popularizó. La primera vez que un servidor se topó la dichosa palabreja fue en la sala Carolina cuando con la entrada para ver a unos cuántos grupos del momento alguien me tendió un libro titulado La Movida, obra de Paco Martín. En cualquier caso sería el viejo profesor D. Enrique Tierno Galván quien popularizaría el término, al dirigir aquel memorable bando a los miembros de la movida (El que no está colocao, que se coloque... y al lote) retransmitido en directo por la TV del momento.

20 AÑOS. Veinte porque fue en 1980 cuando los primeros grupos de la nueva ola madrileña comenzaron a sacar discos. Fue ese año cuando las compañías discográficas establecidas se lanzaron a fichar grupos de la movida que cumplieron dos premisas iniciales : ser jóvenes y cantar en castellano. CBS fichó a los Trastos, Polydor a Mamá y a Los Secretos, Hispavox a Nacha Pop, Alaska, Radio Futura y a los Ejecutivos, RCA a Mario Tenia, Plástico, Johnny Comomollo, Las Chinas y los Zombies, Fonogram a Rubí y los Casinos y a los Cardíacos, etc.
La eclosión musical que se produjo, primero en Madrid y luego en diversas ciudades de la nación, tuvo sus cimientos en la conjunción de una seria de factores completamente aleatorios y por tanto probablemente irrepetibles. Entre ellos podemos citar los siguientes:
1.Un panorama musical en el mundo anglosajón francamente interesante y creativo (el punk, la nueva ola...).

2.Un montón de gente con ganas de hacer cosas, tales como inventar grupos, grabar maquetas o subirse a un escenario, aunque la mayoría de ellos no supieran tocar.

3.Una emisora de radio (Onda2) con una pléyade de DJ'S (Rafa Abitbol, Mario Armero, Gonzalo Garrido y Jesús Ordovás) dispuestos a apoyar a estos grupos, radiar sus maquetas y ponerlas en contacto con las compañías. Con posterioridad Radio Popular, Radio Juventud y la recién creada Radio 3 también apoyarían el tema.

4.Una serie de salas de tamaño medio donde actuar El Jardín, Marquee y sobre todo Rockola.

5.Una multitud de fanzines que se ocupaban de mantenerlos a todos informados de lo que la prensa musical establecida es contada (96 Lágrimas, La Pluma Eléctrica, Ediciones Moulinsart, 2 Pheos, la Hapitación 101, ...).

6.Unos cuántos sellos independientes (Dro, Gasa, Tres Cipreses, Goldstein, Dos Rombos, Spansuls, Twins, ...) que se atrevieron a editar los discos que a las grandes les parecieron poco rentables.

7.Una banda de discos (Escridiscos) que con tres sucursales en Madrid era capaz de comprar tiradas completas de las referencias que editaban los sellos independientes. Otras como Tony Martin, Kentucky o Vanguardia también aportarían su granito de arena.

20 AÑOS DE MOVIDA es básicamente una colección  de canciones porque, como dice Miguel Ángel Sánchez en A tu bola, la música de la movida, siempre quedarán las canciones, esas pequeñas e intensas desde de breves minutos de puro pop para recordarnos que aquello sucedió de verdad, que lo vivimos y que estamos para contarlo. Que lo disfrutéis.

## Canciones
- CD 1

| N.º | Título                                               | Intérprete                 | Duración |  |
| 1.  | «Rock And Roll Duduá»                                | Ramoncín                   |          |  |
| 2.  | «Rosario»                                            | Kaka de Luxe               |          |  |
| 3.  | «Coge el tren»                                       | Mermelada                  |          |  |
| 4.  | «Sobre un vidrio mojado»                             | Los Secretos               |          |  |
| 5.  | «Enamorado de la moda juvenil»                       | Radio Futura               |          |  |
| 6.  | «Nadie puede parar»                                  | Nacha Pop                  |          |  |
| 7.  | «Esto no es Hawaii (Que wai)»                        | Loquillo Y Los Trogloditas |          |  |
| 8.  | «Stereo»                                             | Ejecutivos Agresivos       |          |  |
| 9.  | «Para ti»                                            | Paraíso                    |          |  |
| 10. | «Chicas de colegio»                                  | Mamá                       |          |  |
| 11. | «Groenlandia»                                        | Zombies                    |          |  |
| 12. | «Ernesto»                                            | Los Nikis                  |          |  |
| 13. | «Champú de huevo»                                    | Tino Casal                 |          |  |
| 14. | «Caperucita feroz»                                   | Orquesta Mondragón         |          |  |
| 15. | «Mi pequeña Marilyn»                                 | Los Rebeldes               |          |  |
| 16. | «Yo tenía un novio (que tocaba en un conjunto beat)» | Rubí Y Los Casinos         |          |  |

- CD 2

| N.º | Título                                    | Intérprete              | Duración |  |
| 1.  | «La tribu de las Chochoni»                | Alaska Y Los Pegamoides |          |  |
| 2.  | «Selector de frecuencias»                 | Aviador Dro             |          |  |
| 3.  | «Venezia»                                 | Hombres G               |          |  |
| 4.  | «Sabana Sabana»                           | Negros S.A.             |          |  |
| 5.  | «Olvídalo»                                | Tótem                   |          |  |
| 6.  | «En la calle del ritmo»                   | Los Elegantes           |          |  |
| 7.  | «Todos los negritos tienen hambre y frío» | Glutamato Ye-Yé         |          |  |
| 8.  | «Rey del glam»                            | Alaska y Dinarama       |          |  |
| 9.  | «Bailando sin salir de casa»              | Olé Olé                 |          |  |
| 10. | «Camino Soria»                            | Gabinete Caligari       |          |  |
| 11. | «Adiós papá»                              | Los Ronaldos            |          |  |
| 12. | «Espaldas mojadas»                        | Tam Tam Go!             |          |  |
| 13. | «En mi prisión»                           | Fangoria                |          |  |
| 14. | «Mi vida rosa»                            | Los Romeos              |          |  |
| 15. | «La secta de la hormiga»                  | Ciudad Jardín           |          |  |